# كومبيتيسيون
كومبيتيسيون (بالفرنسية: Compétition)‏ وتعني المنافسة هي يومية جزائرية تصدر باللغة الفرنسية.

## وصلات خارجية
- الموقع الرسمي لجريدة كومبيتيسيون